# Pansa de Corint
Les panses de Corint són panses de la varietat de raïm Corint negre (Vitis vinifera), petit, dolç i sense llavors. El nom prové de la frase anglo-francesa "raisins de Corinthe" (raïm de Corint) i de l'illa jònica de Zacint (Grècia), que en va ser el principal productor i exportador.
La pansa de Corint és una de les panses més antigues conegudes. El primer registre escrit del raïm va ser realitzat el 75 dC per Plini el Vell, que va descriure un raïm petit, sucós i de pell gruixuda amb petits gotims. El següent esment és un mil·lenni més tard, quan les panses es van convertir en objecte de comerç entre comerciants venecians i productors grecs de les costes jòniques. Al segle xiv es van vendre al mercat anglès amb l'etiqueta Reysyns de Corauntz, i el nom de panses de Corint es va registrar al segle xv, després del port grec que era la principal font d'exportació.
Han estat un ingredient clau de la cuina britànica durant segles, ja que s'han importat del Mediterrani com a dolços productes de luxe molt abans que el sucre de canya estigués àmpliament disponible als segles xviii i xix. En molts països anglòfons s'utilitzen en una gran varietat de receptes de cuina tradicional, juntament amb les panses i les sultanes, com fruitcake, currant buns, teacakes, Christmas pudding o mince pies.